# اینتل کور
اینتل کور (انگلیسی: Intel Core) نام برندی است که اینتل برای کاربری‌های مختلف از ریزپردازنده‌های میان‌رده و رده بالا و برای مصرف‌کنندگان یا برای مصارف تجاری استفاده می‌کند.